# Таблиці стилів JavaScript (JSSS)
JavaScript Style Sheets (JSSS) — мова програмування таблиць стилів, що була розроблена компанією Netscape Communications у 1996 році, щоб створити нові методи презентації вебсторінок. Це була альтернатива технології CSS. Netscape запропонував W3C прийняти технологію як стандарт, але цього не відбулося і мовою майже ніхто не користувався. Тільки браузер Netscape Communicator 4 мав підтримку JSSS, а розробники Internet Explorer вирішили не підтримувати технологію. Незабаром після виходу в 1997 році чергової версії Netscape Communicator, розробники перестали оновлювати JSSS, віддавши перевагу більш перспективному CSS. Наступна версія Netscape Communicator, Netscape 6 (побачила світ у 2000-му), повністю перестала підтримувати JSSS. На разі технологія дуже мало відома і більшість веброзробників не знають про її існування. 

Використання коду JavaScript як таблиць стилів передбачало зміну оформлення елементів за допомогою об'єкту document.tags. Наприклад, код CSS:
```
 
h1
 
{
 
font-size
:
 
20
pt
;
 
}

```

мав би такий еквівалент в JSSS:
```
 
document
.
tags
.
H1
.
fontSize
 
=
 
"20pt"
;

```

Імені елементів у JSSS є регістрозалежними.
Мові SSS не вистачає властивих CSS селекторів, вона підтримує лише селектори за теґами, класами та ідентифікаторами. З іншого боку, це класична мова програмування, тому вона могла включати досить складні розрахунки (розміри, кольори і т. д.). На практиці такі можливості пропонувала мова Dynamic CSS, що користувалась JavaScript для редагування стилів «на льоту». Через такий функціонал, JSSS часто використовували для створення елементів з DHTML.
Написаний на JavaScript, JSSS буде менш зрозумілий людям, що не мають досвіду програмування.

## Приклад
Наступний приклад містить частину коду HTML-документу:
```
<
style
 
type
=
"text/javascript"
>

tags
.
H1
.
color
 
=
 
"blue"
;

tags
.
p
.
fontSize
 
=
 
"14pt"
;

with
 
(
tags
.
H3
)
 
{

    
color
 
=
 
"green"
;

}

with
 
(
tags
.
H2
)
 
{

    
color
 
=
 
"red"
;

    
fontSize
 
=
 
"16pt"
;

    
marginTop
 
=
 
"2cm"
;

}

</
style
>

```

По аналогії з CSS, мова JSSS може бути використана всередині тегу <style>.
В прикладі наведено два методи вибору тегів.

## Браузерна підтримка
JSSS підтримувався тільки в браузері Netscape 4.x (4.0–4.8), подальші версії його вже не підтримували. Жодні інші браузери не мали інтеграції з JSSS.